# Sole di mezzanotte

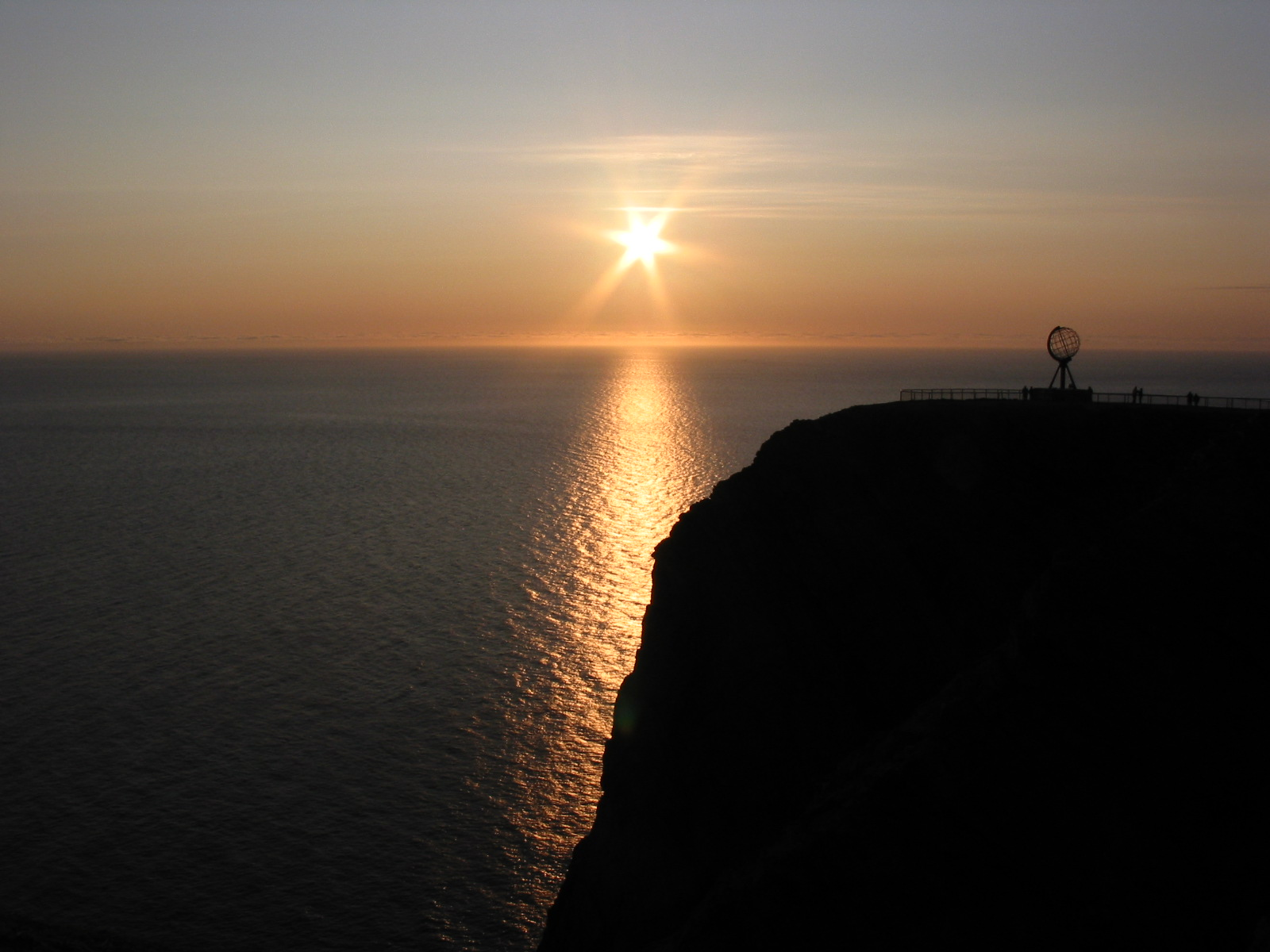
Sole di mezzanotte a Capo Nord, Norvegia (scatto in direzione Nord alla mezzanotte locale)

Il sole di mezzanotte è un fenomeno astronomico che si verifica nelle regioni polari, relativo alla posizione del Sole sull'orizzonte, quando rimane sopra di esso per periodi che vanno da almeno 24 ore (da latitudini vicine a quelle dei circoli polari) a 6 mesi (presso i poli geografici).

## Descrizione
A causa dell'Inclinazione assiale dell'asse terrestre (23°26′10,5″ rispetto alla verticale dell'eclittica), a latitudini superiori o almeno pari a 66°33′49,5″ (circolo polare) accade che nei periodi tra i due equinozi il Sole possa restare sopra l'orizzonte anziché tramontare; ciò si verifica a semestri alternati nell'emisfero nord e in quello sud.
In realtà, poiché il sole appare come un disco e non come un punto, il limite minimo di visibilità del sole di mezzanotte è collocato a 65°44′.
La durata di questo fenomeno varia da circa 6 mesi presso il polo a 24 ore (quasi 48 ore) presso il circolo polare, iniziando dall'area del polo geografico (durante l'equinozio con cui ha inizio il semestre in luce), estendendosi fino al relativo circolo polare durante il solstizio, per poi ridursi nuovamente al polo e terminare in concomitanza con l'equinozio che precede il semestre buio.
Nei periodi immediatamente precedenti e successivi al solstizio in luce, presso il circolo polare il sole resta sopra l'orizzonte per poco meno di 24 ore al giorno, dopo aver iniziato con 12 ore durante l'equinozio che inizia il semestre in luce, per arrivare nuovamente a 12 ore sopra l'orizzonte in occasione dell'equinozio che precede il semestre al buio.
Quando il sole di mezzanotte si realizza, il moto apparente del sole (normalmente da est a ovest) muta altrettanto apparentemente in circolare (il sole varia la sua posizione rispetto all'osservatore di 360° intorno allo stesso, in 24 ore), trovando il suo culmine d'altezza rispetto all'orizzonte all'orario e nella direzione in cui normalmente si verificava il culmine del mezzogiorno (verso cioè il polo più lontano), e il suo minimo di altezza sull'orizzonte a 180° in direzione opposta (verso il polo più vicino) alla mezzanotte locale.
Questo moto apparente di 360° risulta tanto più altalenante tra il massimo e il minimo sopra l'orizzonte quanto più il punto di osservazione si trova verso il circolo polare, mentre più ci si avvicina al polo più il moto appare – nell'arco di ogni 24 ore – come essere quasi lineare, solo in rotazione di 360° (analizzato nel totale dei 6 mesi di luce, si può notare che al polo geografico il moto apparente del sole percorre una lenta spirale ascendente, con culmine in altezza al solstizio – quando arriva a circa 23° sopra l'orizzonte; dopo di che la spirale diventa discendente, riportando il sole a filo dell'orizzonte in prossimità dell'equinozio che termina il periodo in luce).
Durante il periodo invernale dell'emisfero in questione si verifica il fenomeno opposto che è chiamato notte polare. Ci sono tuttavia delle regioni in cui si ha il sole di mezzanotte ma non la notte polare più profonda: perché sia impossibile vedere traccia della luce solare è infatti necessario che il Sole sia almeno 18° sotto l'orizzonte anche nelle ore diurne, cosa che può accadere solo in luoghi siti a latitudini superiori a 84°33' nei mesi centrali del semestre al buio (a latitudini inferiori si hanno invece i bagliori dei vari livelli di luce crepuscolare).
Dato che le uniche zone abitate a sud del circolo polare antartico sono basi scientifiche in Antartide (con personale selezionato e vincolato nelle attività), questa esperienza è vissuta liberamente solo dalle popolazioni residenti a nord del circolo polare artico, quali quelle della Fennoscandia, della Russia, del Canada, dell'Alaska, della Groenlandia, della Norvegia e dell'Islanda (quest'ultima solo per rifrazione, essendo, anche se di pochissimo – 1,5 km – a sud del circolo polare).
A causa della rifrazione il fenomeno del sole di mezzanotte può essere infatti visto anche da regioni poste a latitudini inferiori rispetto a quelle dei circoli polari (come, appunto, l'Islanda), anche se il sole – geometricamente – non dovrebbe essere visibile sopra l'orizzonte.